# باشگاه فوتبال بلیز
باشگاه فوتبال بلیز یک تیم فوتبال بلیزی بود که در لیگ برتر بلیز شرکت کرد. آنها در بلیز سیتی مستقر بودند و آخرین بار در سال ۲۰۱۵ بازی کردند، قبل از اینکه توسط مشکلات مالی منحل شوند.

## افتخارات
- لیگ برتر بلیز: ۲ قهرمانی